# Lionel Dunsterville

Lionel Charles Dunsterville, né le 9 novembre 1865 et mort le 18 mars 1946 est un militaire britannique.

## Biographie
Né en 1865, Lionel Charles Dunsterville est incorporé dans l'infanterie britannique en 1884. Par la suite, il est transféré dans l'Armée Indienne coloniale et sert dans Province de la Frontière du Nord-Ouest, au Waziristan et plus tard en Chine.
Lorsque la Première Guerre mondiale éclate, il est en poste en Inde. En janvier 1918, il lui est demandé de commander un groupe des forces alliées (la « Dunsterforce ») composé de 1 000 Australiens, Britanniques, Canadiens et Néo-Zélandais, des troupes d'élite venues de Mésopotamie et des fronts de l'ouest. 300 cosaques blancs l'accompagnèrent. Un groupe de véhicules blindés est également à sa disposition ainsi que quatre avions. Le but de cette manœuvre est initialement de réunir de l'information, d'entraîner et d'encadrer des forces caucasiennes locales, et d'empêcher l'influence allemande de se répandre. Ils furent repoussés par 3 000 révolutionnaires russes à Enzeli.
On fait alors appel à Dunsterville pour occuper le champ et port pétrolier de Bakou, qui faisait l'objet d'une lutte entre de multiples opposants. Après quelques jours d'occupation, face à la supériorité numérique des Ottomans et mal secondé par les forces arméniennes, Dunsterville choisit de se retirer, concluant ainsi la bataille de Bakou. Les Britanniques occuperont à nouveau la ville le 14 septembre 1918 à la suite de l'armistice avec l'empire Ottoman.
Dunsterville est promu au grade de General-Major (général de division) en janvier 1918. Il décède en 1946.

## Anecdote
Dunsterville fit ses études au United Services College avec Rudyard Kipling ; ce dernier s'inspira de lui pour le personnage de Stalky, dans Stalky & Co..